# Station Bremen-Kreinsloger
Station Bremen-Kreinsloger (Bahnhof Bremen-Kreinsloger, ook wel Bahnhof HB-Kreinsloger) is een spoorwegstation in de Duitse plaats Bremen, in de deelstaat Bremen. Het station ligt aan de spoorlijn Bremen-Farge - Bremen-Vegesack. Op het station stoppen alleen Regio-S-Bahntreinen van Bremen en Nedersaksen op het station. Het station telt één perronspoor.

## Treinverbindingen
De volgende treinserie doet station Bremen-Kreinsloger aan:
| Serie | Treinsoort                  | Route                                                                                     | Bijzonderheden                            |
| ----- | --------------------------- | ----------------------------------------------------------------------------------------- | ----------------------------------------- |
| RS1   | Regio-S-Bahn (NordWestBahn) | Bremen-Farge – Bremen-Kreinsloger – Bremen-Vegesack – Bremen Hbf – Achim – Verden (Aller) | Extra spitsritten tussen Vegesack en Hbf. |